# Севил (Калифорнија)
Севил (енгл. Seville) насељено је место без административног статуса у америчкој савезној држави Калифорнија.

## Демографија
По попису из 2010. године број становника је 480.
| Група             | 2000.    | 2010.       |
| Белци             | 0 (0,0%) | 15 (3,1%)   |
| Афроамериканци    | 0 (0,0%) | 0 (0,0%)    |
| Азијати           | 0 (0,0%) | 0 (0,0%)    |
| Хиспаноамериканци | 0 (0,0%) | 458 (95,4%) |
| Укупно            | 0        | 480         |